# سيبيل ويتاسينغ
سيبيل ويتاسينغ (1927 - 2020)، هي كاتبة روايات أطفال ورسامة سريلانكية وتُعد ويتاسينغ عميدة أدب الأطفال في سريلانكا، أنتجت أكثر من 200 كتاب للأطفال تمت ترجمتها إلى عدة لغات.
ودخلت ويتاسينغ  موسوعة غينيس العالمية، بتأليف كتاب أطفال مع وضع 1250 نهاية مختلفة لقصته.
ولدت في مدينة غالي يوم 31 أكتوبر 1927, وتوفيت بمدينة سري جاياواردنابورا كوتي يوم 1 يوليو 2020 عن عمر ناهز 92 عام.

## من مؤلفاتها
- أزيد من 200 كتاب